# Széll Domonkos
Széll Domonkos (Budapest, 1989. július 25. –) magyar evezős. Az MTK Budapest evezős szakosztályának versenyzője.
2001-ben kezdett evezni. 2008-ban az Európa-bajnokságon négypárban (Juhász Adrián, Szabó Dániel, Kelemen Áron) a 10. helyen végzett. Az U23-as világbajnokságon hetedik volt négypárban. A következő évben az U23-as vb-n négypárban 16. lett. 2010-ben kétpárban ötödik volt a főiskolás világbajnokságon. A 23 év alattiak világbajnokságán 12. helyen ért célba egypárban. 2011-ben az Európa-bajnokságon és az U23-as vb-n egypárban 10. lett. 2012-ben négypárban indult az olimpiai kvalifikáción, de nem szerzett kvótát. Júniusban, Juhász Adrián helyére bekerült az olimpián induló kormányos nélküli kettesbe. Simon Bélával az ötkarikás játékokon az előfutamukban ötödikek lettek, így a reményfutamba kerültek. A vígaszágon negyedik helyen értek célba, ami nem volt elég az elődöntőbe jutáshoz. A szeptemberi Európa-bajnokságon a hatodik helyezést szerezte meg az egység.
A 2013-as Európa-bajnokságon egypárban 13. lett.